# 汪康夫
汪康夫（1942年3月8日—2022年10月24日），原名汪康福，中国江西省吉安市永新县人，曾任江西省莲花县琴水小学教师，1966年因强奸罪被判处有期徒刑10年，汪康夫拒绝认罪并一直申诉，引发中国内地舆论关注和媒体报道。2022年2月其申诉被中华人民共和国最高人民检察院驳回。2022年10月24日逝世。